# 巨型海鱗蟲
巨型海鱗蟲（學名：Eulagisca gigantea）是一種生活在南冰洋海底的巨型多鱗蟲科生物，屬於環節動物門多毛綱的蠕蟲，即使在水下1000公尺的高壓、無光環境也能生存。主要棲息於海底裂縫、火山、地震帶等極端環境，潛伏在海底噴泉氣孔周圍。

## 形態描述
巨型海鱗蟲的身体可長至20 cm（8英寸）長、10 cm（4英寸）寬，分為多段，分为口前葉、体节部分和尾节，並承擔成對的附肢（觸鬚、觸角和棘毛）。體節有40多節，背腹方向扁平。口前葉呈橢圓形，背部為皺折所覆蓋。其「咽喉」叫作翻吻，有一對大顎，約佔整個身軀的四分之一長度，可外翻伸出體外5公分左右，以牙齒捕捉流過的碎屑、腐肉等。
身體的上表面被大的成對的鞘翅隱藏，並且每個部分在側面露出一對用於游泳的槳狀的parapodia。 E. gigantea是一種灰褐色。
The upper surface of the body is concealed by the large paired elytra and each segment bares a pair of paddle-like parapodia at the side which are used for swimming. E. gigantea is a greyish-brown colour

## 生物學
多鱗蟲一般都認為是肉食動物，從其顎部的大小推斷，本物種為捕食性動物，但食性不詳，而其生物學特性亦不清楚。